# Composizioni per liuto di Johann Sebastian Bach

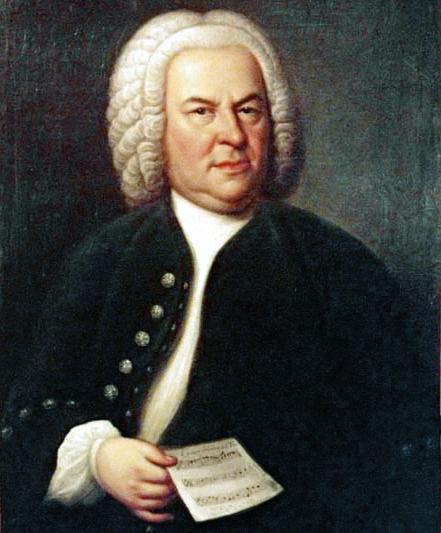
Johann Sebastian Bach.

Con composizioni per liuto BWV 995-1000 e 1006a ci si riferisce ad alcune opere di Johann Sebastian Bach, per la maggior parte raccolte in forma di suite.

## Storia
Escluse la BWV 995, la BWV 1000 e la BWV 1006a, che sono trascrizioni da lavori per altri strumenti, tutte queste opere vennero composte appositamente per il liuto o per il lautenwerk, uno speciale strumento che imitava il suono del liuto. Nell'era moderna sono spesso diventate parte del repertorio per chitarra.

## Struttura

### Suite in sol minore BWV 995
La suite BWV 995 venne composta fra il 1727 ed il 1731 ed è una trascrizione, armonicamente arricchita, della suite per violoncello BWV 1011. In entrambe le versioni la linea melodica deriva da un singolo accordo, ma la trascrizione per liuto appare più caratteristica, in quanto gli accordi utilizzati si adattano meglio allo stile arpeggiato realizzabile sul liuto. La sarabanda contiene una citazione dell'Et incarnatus est tratto dalla Messa in Si minore BWV 232. Della suite esiste anche una versione scritta in forma di intavolatura, forse opera del destinatario, un non meglio identificato monsieur Schouster.
- Preludio.
- Allemanda.
- Courante.
- Sarabanda.
- Gavotta in rondò.
- Giga.

### Suite in mi minore BWV 996
La suite BWV 996 venne probabilmente composta fra il 1707 ed il 1717. Lo spartito di questo brano, copiato da Johann Gottfried Walther, riporta l'esplicita l'indicazione per lautenwerk.
- Preludio.
- Allemanda.
- Corrente.
- Sarabanda.
- Bourrée.
- Giga.

### Suite in do minore BWV 997
Composta probabilmente dopo il 1736 e forse destinata al lautenwerk, di questa suite esiste anche una versione manoscritta intavolata per il liuto in soli tre movimenti (fantasia, sarabanda e giga).
- Fantasia o Preludio.
- Fuga.
- Sarabanda.
- Giga.
- Double.

### Suite in mi♭ maggiore BWV 998
Composta nel 1723.
- Preludio.
- Fuga.
- Allegro.

### Preludio in do minore BWV 999
Composto verso il 1720.
- Preludio.

### Fuga in sol minore BWV 1000
Composta nel 1723. Trascrizione della sonata in quattro movimenti per violino BWV 1001. Di questa fuga esiste anche una versione per organo, il preludio e fuga BWV 539.

### Suite in mi maggiore BWV 1006a
Composta fra il 1735 ed il 1740. Oltre alle composizioni elencate, esiste anche una trascrizione per liuto, con alcune aggiunte, della partita per violino BWV 1006.
- Preludio.
- Loure.
- Gavotte en Rondeau.
- Minuetto I.
- Minuetto II.
- Bourrée.
- Giga.